# Tetanocera mesopora
Tetanocera mesopora är en tvåvingeart som beskrevs av Steyskal 1959. Tetanocera mesopora ingår i släktet Tetanocera och familjen kärrflugor. Inga underarter finns listade i Catalogue of Life.